# Zinaída Vólkova
Zinaída Lvovna Vólkova (del ruso: Зинаида Львовна Волкова) (27 de marzo de 1901-5 de enero de 1933) fue una marxista rusa y la primera hija de León Trotski con su primera mujer, Aleksandra Sokolóvskaya, una marxista de Mykoláiv (Ucrania). Fue cuidada por su tía Yelizaveta, hermana de Trotski, después de que sus padres se divorciaran.
Se casó dos veces, y tuvo una hija con su primer esposo, Alejandra (1923—1989), y un hijo con el segundo, Esteban Vólkov Bronstein (1926-2023) quien dirigió el Museo Casa de León Trotsky en la Ciudad de México hasta su muerte. Sus dos esposos fueron ejecutados durante la Gran Purga. En enero de 1931, a ella y a su hijo Esteban Volkov le permitieron dejar la Unión Soviética para visitar a su padre exiliado en Turquía. Afectada por la tuberculosis y la depresión, y sin poder regresar a la Unión Soviética, Zinaída Vólkova se suicidó en Berlín en 1933. Su hijo Esteban Volkov acabaría viajando posteriormente a México, donde viviría y se educaría con su abuelo hasta la muerte de este.